# Clay Aiken
Clayton Holmes "Clay" Aiken (30 de novembro de 1978) é um cantor pop norte-americano que começou sua fama com a segunda temporada do programa de televisão American Idol em 2003. A RCA Records lhe ofereceu um contrato de gravação, e seu álbum de estreia Measure of a Man, disco de platina, foi lançado em outubro de 2003. Aiken lançou quatro álbuns com a gravadora RCA: Merry Christmas With Love, A Thousand Different Ways, e um EP de Natal, Merry Christmas With Love e A Thousand Different Ways. O seu quarto álbum de estúdio (o primeiro álbum de originais desde 2003, desde Measure of a Man), On My Way Here foi lançado no dia 6 de maio de 2008.
Nos anos seguintes à sua aparição no American Idol, Aiken fez oito turnês, e foi autor de um livro, best-seller do New York Times, sobre aprender a cantar: Ouvir a música em sua vida com Allison Glock, e foi o produtor executivo de um especial de Natal 2004 na televisão, A Clay Aiken Natal. Tem sido um convidado frequente nos talks shows, um especial no The Tonight Show e Jimmy Kimmel Live. Ele apareceu como uma estrela de convidado em Scrubs e participou da comédia de sketches em Kimmel, Saturday Night Live e 30 Rock.
Aiken criou o Projeto Nacional de Inclusão (antigo Bubel/Aiken fundação) em 2003, aceitou ser embaixador de boa vontade da UNICEF em 2004, e em 2006 foi nomeado para um mandato de dois anos na Comissão Presidencial para Pessoas com Deficiência Intelectual.
Aiken fez sua estreia na Broadway interpretando o papel de Sir Robin em Monty Python's Spamalot em janeiro de 2008. Sua corrida terminou em maio, mas ele retornou ao elenco como Sir Robin em setembro, e permaneceu até 4 de janeiro de 2009.

## Vida pessoal
Clay Aiken nasceu e foi criado em Raleigh, Carolina do Norte. Quando ainda era criança, Aiken cantou no Boychoir Raleigh, e adolescente, cantou em corais de escola, coro da igreja, musicais e produções de teatro locais. Após o colegial, ele cantou com uma banda local, apenas por acaso, Co-hospedando e tocando com a banda em "Just by Chance and Friends" se aprensentando em Dunn, Carolina do Norte. Também foi ator e MC na Johnston Community College Country Showcase in Smithfield, North Carolina Music Connection e Hometown Music Connection fazendo shows em Garner e Benson. Ele executou o hino nacional diversas vezes para os Raleigh IceCaps e para a equipe de hóquei Carolina Hurricanes.
Três álbuns demo de vocais de Aiken foram criados antes de American Idol com o auxílio de tempo de estúdio dado como um presente de aniversário de sua mãe: uma fita chamada Look What Love Has Done (por Clayton Grissom), uma cassete e CD intitulado Redefined (por Clayton Aiken), e um CD que combinava algumas músicas de cada um dos demos anterior: "Look What Love Has Done, Vol. 2" (por Clay Aiken). Devido a problemas familiares desde o seu nascimento com seu pai Vernon Grissom e sua mãe, com permissão de seu avô Alvis Aiken, aos 19 anos, ele mudou legamente seu sobrenome de Grissom para Aiken.

## Música
2003-2004: Measure of a Man
Em 14 de outubro de 2003, Aiken lançou seu primeiro álbum solo, Measure of a Man, que estreou em primeiro lugar na Billboard 200e teve 613.000 cópias vendidas na primeira semana, a maior estreia de venda para um artista solo em 10 anos, e até agora a maior estreia de um ídolo. O álbum recebeu um RIAA Double Platinum, 17 de novembro de 2003 (uma placa de platina duplo foi apresentado a Aiken por Clive Davis, 22 de outubro de 2003, durante Good Morning America). O álbum gerou tanto o single "Invisible" e sua primeira canção, "This Is the Night" (ambos co-escrita pelo compositor britânico Chris Braide). Mais tarde, naquele ano, Aiken ganhou o Fan's Choice Award na cerimônia American Music Awards, e seu single "This Is the Night / Bridge Over Troubled Water", ganhou o prêmio Billboard para o single mais vendido de 2003.
2004-2006: Merry Christmas With Love
Em 16 de novembro de 2004, Aiken lançou um álbum intitulado ''Merry Christmas With Love'', que estabeleceu um novo recorde de velocidade nas vendas de álbuns de férias na época Soundscan (desde 1991). O álbum estreou em 4° lugar no Billboard 200 e foi comparado a Céline Dion a maior estreia de um álbum na história da revista Billboard. Merry Christmas With Love vendeu mais de 1.000.000 cópias em 6 semanas e foi o melhor álbum de natal de venda de 2004, recebendo uma certificação RIAA Platina em 6 de janeiro de 2005.
2006-2008: A Thousand Different Ways e All Is Well
O segundo álbum de estúdio de Aiken, A Thousand Different Ways foi lançado dia 19 de setembro de 2006. Clay trabalhou no álbum sob a orientação de um produtor canadense e da A & R Executive Jaymes Foster. O álbum contém dez covers e quatro canções novas, uma das quais Aiken escreveu. Clive Davis é creditado com o conceito de cobertura. Uma das músicas adicionais, "Lover All Alone", escrita por Aiken e David Foster, está incluída no álbum no iTunes. Estreando em segundo lugar na parada da Billboard, A Thousand Different Ways fez de Aiken o quarto artista a ter seus três primeiros álbuns de estreia no Top 5 em formato digital mais de 200.000 na primeira semana.
O segundo álbum de Natal de Aiken, "All Is Well" (um EP de quatro canções de Natal), foi lançado exclusivamente para Walmart em 28 de novembro de 2006, e foi lançado para o iTunes como download digital em dezembro de 2007.